# Čierne
Čierne é um município da Eslováquia, situado no distrito de Čadca, na região de Žilina. Tem 20,84 km² de área e sua população em 2018 foi estimada em 4.406 habitantes.

## Demografia
| Ano:        | 1994 | 2004    | 2014   | 2024   |
| ----------- | ---- | ------- | ------ | ------ |
| Broj ljudi: | 3925 | 4326    | 4405   | 4438   |
| Razlika:    |      | +10,21% | +1,82% | +0,74% |

| Ano:               | 2023 | 2024   |
| ------------------ | ---- | ------ |
| Número de pessoas: | 4416 | 4438   |
| Diferença:         |      | +0,49% |